# Call Out My Name
Call Out My Name é uma canção do cantor e compositor canadense the Weeknd, contida em seu primeiro extended play (EP), My Dear Melancholy, (2018). Foi composta pelo próprio juntamente com Adam Feeney e Nicolas Jaar, sendo produzida por Feeney sob o nome artístico Frank Dukes. Primeira faixa do projeto, a canção foi enviada às rádios britânicas em 30 de março de 2018, mesmo dia do lançamento do álbum, servindo como o primeiro single do álbum.

## Composição
A canção foi composta no tom de Ré sustenido menor, com um ritmo de 45 batidas por minuto em um compasso binário composto (6/8). Os acordes alternam entre Sol sustenido menor e Ré sustenido menor. Os vocais de Tesfaye abrangem duas oitavas, de Ré sustenido3 a Ré sustenido5.

## Videoclipes
Um lyric video de "Call Out My Name" foi disponibilizado na conta oficial do cantor no YouTube em 2 de abril de 2018, e mostra The Weeknd em várias telas de televisão. Em 30 de março de 2018, The Weeknd disponibilizou um vídeo vertical na plataforma de streaming Spotify, o qual apresenta o mesmo conceito. O vídeo oficial, dirigido por Grant Singer, foi filmado em março de 2018 na cidade de Taft, na Califórnia, e lançado em 12 de abril. No dia anterior, 11 de abril,  uma prévia do clipe foi divulgada pelo cantor no Twitter, a qual o mostra cantando as primeiras estrofes da canção numa rua escura.

## Desempenho nas tabelas musicais
"Call Out My Name" foi a canção mais ouvida em seu dia de estreia no Spotify em 2018, obtendo cerca de 3.5 milhões de reproduções no serviço. A faixa também foi ouvida 6 milhões de vezes em seu primeiro dia na plataforma Apple Music.
| Tabela musical (2017)                                  | Melhor posição |
| ------------------------------------------------------ | -------------- |
| Alemanha (Media Control Charts)                        | 7              |
| Argentina (Monitor Latino)                             | 17             |
| Austrália (ARIA Charts)                                | 3              |
| Austrália (ARIA Urban Singles Chart)                   | 3              |
| Áustria (Ö3 Austria Top 40)                            | 11             |
| Bélgica (Ultratop 50 de Flandres)                      | 34             |
| Bélgica (Ultratop Urban de Flandres)                   | 7              |
| Bélgica (Ultratip da Valônia)                          | 9              |
| Bélgica (Ultratop Urban da Valônia)                    | 25             |
| Canadá (Canadian Hot 100)                              | 1              |
| Dinamarca (Tracklisten)                                | 3              |
| Escócia (The Official Charts Company)                  | 27             |
| Eslováquia (IFPI Slovenská Republika)                  | 1              |
| Espanha (Productores de Música de España)              | 58             |
| Estados Unidos (Billboard Hot 100)                     | 4              |
| Estados Unidos (Top R&B/Hip-Hop Songs)                 | 3              |
| Estados Unidos (Rhythmic Songs)                        | 14             |
| Estônia (Eesti Singlid Tipp-40)                        | 2              |
| Finlândia (IFPI Finlândia)                             | 12             |
| França (Syndicat National de l'Édition Phonographique) | 18             |
| Grécia (Greece Digital Songs)                          | 3              |
| Hungria (Magyar Hanglemezkiadók Szövetsége)            | 15             |
| Irlanda (Irish Recorded Music Association)             | 5              |
| Itália (Federazione Industria Musicale Italiana)       | 40             |
| Líbano (The Official Lebanese Top 20)                  | 6              |
| Malásia (Recording Industry Association of Malaysia)   | 1              |
| México (Mexico Airplay)                                | 27             |
| Noruega (VG-lista)                                     | 3              |
| Nova Zelândia (NZ Top 40 Singles)                      | 7              |
| Países Baixos (MegaCharts)                             | 9              |
| Portugal (Associação Fonográfica Portuguesa)           | 2              |
| Reino Unido (UK Singles Chart)                         | 7              |
| Reino Unido (UK R&B Singles Chart)                     | 3              |
| Chéquia (IFPI Česká Republika)                         | 3              |
| Suécia (Sverigetopplistan)                             | 6              |
| Suíça (Schweizer Hitparade)                            | 8              |

| Tabela musical (2018)                  | Posição |
| -------------------------------------- | ------- |
| Austrália (ARIA Charts)                | 61      |
| Austrália (ARIA Urban Singles Chart)   | 21      |
| Bélgica (Ultratop 40 da Valônia)       | 82      |
| Canadá (Canadian Hot 100)              | 44      |
| Estados Unidos (Billboard Hot 100)     | 78      |
| Estados Unidos (Top R&B/Hip-Hop Songs) | 43      |

| País (Empresa)             | Certificação |
| -------------------------- | ------------ |
| Austrália (ARIA)           | 2× Platina   |
| Brasil (Pro-Música Brasil) | Platina      |
| Canadá (Music Canada)      | 2× Platina   |
| Dinamarca (IFPI Dinamarca) | Ouro         |
| Estados Unidos (RIAA)      | 2× Platina   |
| França (SNEP)              | Ouro         |
| Nova Zelândia (RMNZ)       | Ouro         |
| Portugal (AFP)             | Ouro         |
| Reino Unido (BPI)          | Ouro         |
| Suécia (GLF)               | Ouro         |

## Histórico de lançamento
| País           | Data                | Formato           | Gravadora(s) |
| -------------- | ------------------- | ----------------- | ------------ |
| Reino Unido    | 30 de março de 2018 | Rádios mainstream | XO, Republic |
| Reino Unido    | 30 de março de 2018 | Rádios rhythmic   | XO, Republic |
| Países Baixos  | 31 de março de 2018 | Rádios mainstream | XO, Republic |
| Estados Unidos | 10 de abril de 2018 | Rádios rhythmic   | XO, Republic |
| Itália         | 20 de abril de 2018 | Rádios mainstream | Universal    |